# Хулойський муніципалітет
Хуло́йський муніципаліте́т (груз. ხულოს მუნიციპალიტეტი) — муніципалітет у Грузії, що входить до автономної республіки Аджарії. Центр — Хуло.
| Грузія | Це незавершена стаття з географії Грузії. Ви можете допомогти проєкту, виправивши або дописавши її. |